# Gary Ruvkun
Gary Bruce Ruvkun (n. 26 martie 1952, Berkeley, California, SUA) este un cercetător american, specialist în biologie moleculară, profesor de genetică la Facultatea de Medicină a Universității Harvard din Boston. Este laureat al Premiului Nobel pentru Fiziologie și Medicină din anul 2024, împreună cu Victor Ambros, „pentru descoperirea microARN și a rolului său în reglarea posttranscripțională a genelor”.